# Smreczyna

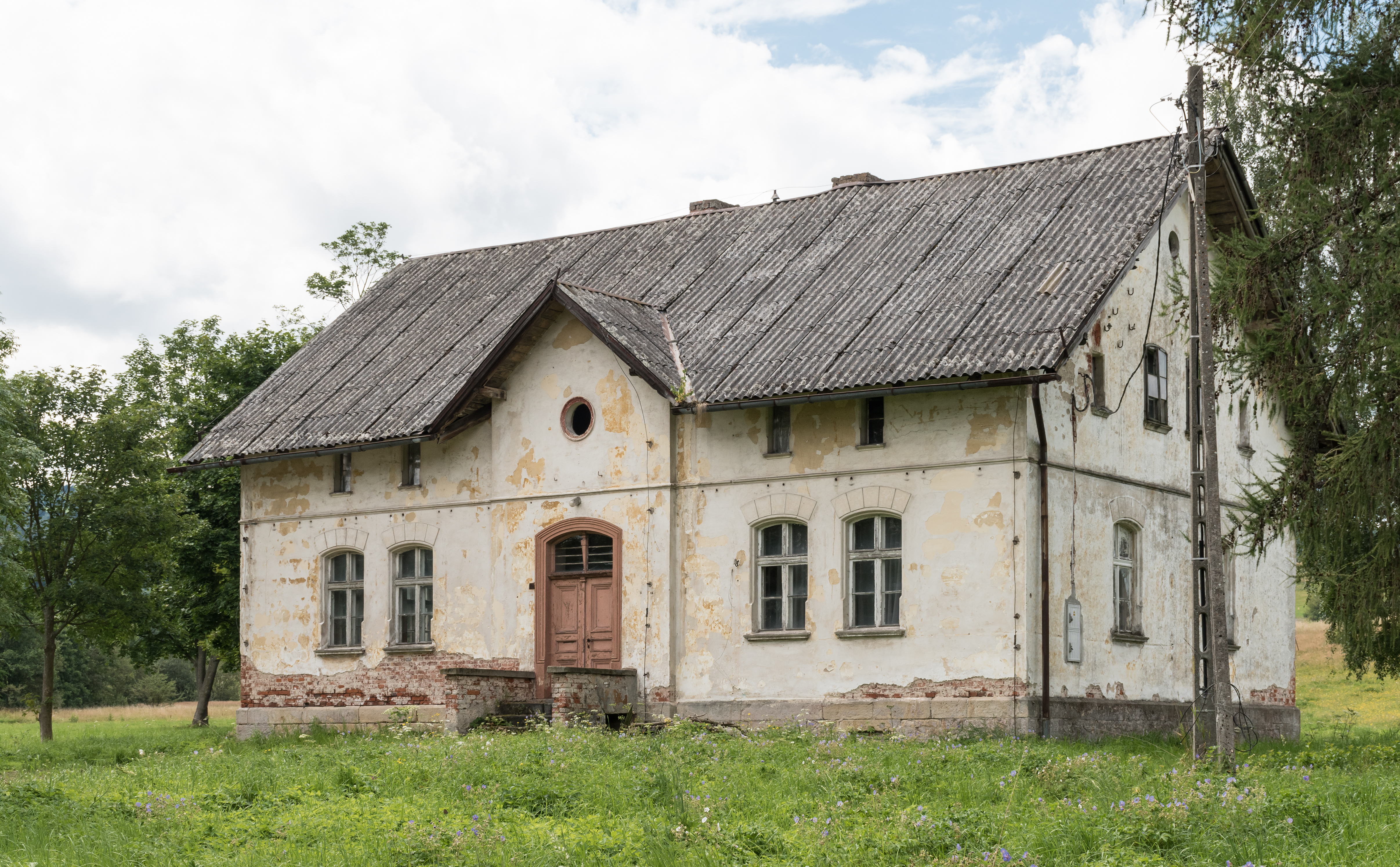
Dom nr 10 w Smreczynie

Smreczyna (niem. Schönau bei Mittelwalde) – wieś w Polsce położona w województwie dolnośląskim, w powiecie kłodzkim, w gminie Międzylesie.

## Położenie
Smreczyna to wieś łańcuchowa leżąca nad Nysą Kłodzką, w południowej części Wysoczyzny Międzylesia, na granicy Gór Bystrzyckich i Masywu Śnieżnika, na wysokości około 430–450 m n.p.m.

## Podział administracyjny
W latach 1975–1998 miejscowość administracyjnie należała do województwa wałbrzyskiego.

## Historia
Smreczyna powstała w latach 1564-1590 na terenie dóbr międzyleskich. W XVIII i pierwszej połowie XIX wieku miejscowość była dużym ośrodkiem tkactwa chałupniczego. W 1787 roku były tu 74 domy, w tym: dwór z folwarkiem i młyn wodny. W latach 1827–1833 przeprowadzono tędy nową szosę do Przełęczy Międzyleskiej, a w 1875 roku wybudowano linię kolejową. Po 1945 roku Smreczyna pozostała wsią o charakterze rolniczym. W 1978 roku były tu 54 gospodarstwa rolne.

## Zabytki
W Smreczynie są następujące zabytki:
- barokowa grupa Piety z XVIII wieku[7],
- kapliczka domkowa z połowy XIX wieku[6],
- kilkanaście starych domów[6].